# 封嵩
封嵩（？—406年），五胡十六国南燕慕容德的尚书左仆射，勃海郡蓨县（今河北景县）人。
封嵩在慕容德时担任左司马。慕容超即位，太上元年（405年）十月十一，任命尚书令封孚为太尉，鞠仲为司空，封嵩为尚书左仆射。公孙五楼欲擅朝政，太上二年（406年）谋害重臣慕容钟、慕容法、段宏等。征南司马卜珍告发封嵩经常与慕容法来往。慕容超便把封嵩抓起来，交付廷尉议罪。皇太后段氏哭诉慕容超：“封嵩几次派黄门令牟常来对我说：‘皇帝不是太后亲生，恐怕永康年间的旧事又要重演了。’我作为妇人见识浅，害怕皇帝杀了我，就告诉了慕容法，于是被慕容法引入歧途.”慕容超于是用车裂的酷刑处死封嵩。